# Lopatasti opojan
Lopatasti opojan (žilavac, lat. Samolus valerandi), vrlo rasprostranjena vrsta vodene trajnice iz porodice jaglačevki. Autohtona je u Europi, Africi i dijelovima Sjeverne i Južne Amerike i Azije.
Ima dugu stabljiku koja naraste do 35 cm (13.8 inči) na čijim vrhovima se nalazi nekoliko bijelih sitnih cvjetova. Postoje dvije podvrste.

## Podvrste
1. Samolus valerandi subsp. parviflorus (Raf.) Hultén
2. Samolus valerandi subsp. valerandi